# Liste de films soviétiques sortis en 1953
Cet article présente une liste de films produits en Union soviétique en 1953.

## 1953
Les titres en français sont en grande majorité des traductions et non les titres attribués par les distributeurs dans les pays francophones.
Pour le classement annuel, la liste des titres a été établie en se basant sur les répertoires des pages Wikipédia en russe documentées par Longs métrages soviétiques. Catalogue annoté complétées par les listes des sites «kino-teatr» et «kinopoisk» d'où le nombre important de films que l'on trouve dans les références.
Pour les titres où l'on manque de précisions, seule l'année est indiquée : année de réalisation, année de sortie ou les deux ?. Bien que cela puisse paraître superflu, 19.. est inscrit pour chacun de ces titres pour montrer que la vérification a été faite.
On remarque que, la plupart du temps, il n'y a pas de première pour les courts métrages ainsi que pour les dessins animés et les documentaires de courte durée.
| Titre                                                     | Titre original                                           | Date de sortie                       | Réalisateur |
| --------------------------------------------------------- | -------------------------------------------------------- | ------------------------------------ | --- |
| Aliocha Ptitsyne développe son caractère                  | ru:Алёша Птицын вырабатывает характер                    | 2 novembre 1953                      | Anatoli Mikhaïlovitch Granik (ru) |
| Les alouettes chantent                                    | ru:Поют жаворонки (фильм)                                | 15 juin 1953                         | Konstantine Nikolaïevitch Sannikov (ru) et Vladimir Vladimirovitch Korch-Sabline (ru)                                                   |
| L'Amiral Ouchakov                                         | ru:Адмирал Ушаков (фильм)                                | 23 avril 1953                        | Mikhaïl Romm |
| Amis inséparables                                         | ru:Неразлучные друзья                                    | 25 mars 1953                         | Vassili Jouravlev |
| L'Anarchie (film, 1953)                                   | ru:Беззаконие (фильм, 1953)                              | 11 décembre 1953                     | Konstantin Youdine |
| Anna Karénine (film, 1953)                                | ru:Анна Каренина (фильм, 1953)                           | 6 avril 1953                         | Tatiana Nikolaïevna Loukachevitch (ru)                                                                                                  |
| L'Arène des audacieux                                     | ru:Арена смелых                                          | 4 juillet 1953 ou 22/7/1953 à Moscou | Sergueï Nikolaïevitch Gourov (ru) et Iouri Ozerov                                                                                       |
| L'Aube de la steppe                                       | ru:Степные зори                                          | 1953                                 | Leon Nikolaïevitch Saakov (ru) |
| L'Aube sur le Néman                                       | ru:Над Неманом рассвет                                   | 17 septembre 1953                    | Alexandre Feinzimmer, Adolf Solomonovitch Bergounker (ru) et Andreï Nikolaïevitch Apsolon (ru)                                          |
| Les Barbares. Scènes d'une ville de province              | ru:Варвары. Сцены в уездном городе (фильм-спектакль)     | 17 juillet 1953                      | Leonid Loukov |
| Belinski                                                  | ru:Белинский (фильм)                                     | 4 juin 1953                          | Grigori Kozintsev |
| Bosquet de viornes                                        | ru:Калиновая роща                                        | 26 novembre 1953 ou 19/2/1954        | Timofeï Vassilievitch Levtchouk (ru) |
| La Boutique de magie                                      | ru:Волшебный магазин                                     | 9 aout 1953                          | Leonid Alekseïevitch Amalrik (ru) et Vladimir Polkovnikov                                                                               |
| Chansons du patrimoine folklorique                        | ru:Песни родной стороны                                  | 2 novembre 1953                      | Andreï Vladimirovitch Frolov (ru) |
| Cœur ardent (film, 1953)                                  | ru:Горячее сердце (фильм, 1953)                          | 20 février 1953                      | Guennadi Kazanski, Vladimir Platonovitch Kojitch (ru) et Antonine Nikolaïevitch Daousson                                                |
| Concert forestier                                         | ru:Лесной концерт (мультфильм)                           | 1953                                 | Ivan Ivanov-Vano |
| Le Corbeau et le renard, le Coucou et le coq              | ru:Ворона и лисица, кукушка и петух                      | 1953                                 | Ivan Semionovitch Aksentchouk (ru) |
| Courageux Pak                                             | ru:Храбрый Пак                                           | 1953                                 | Evgueni Nikolaïevitch Raïkovski (ru) et Vladimir Dmitrievitch Degtiariov (ru)                                                           |
| Le Déjeuner chez le maréchal, (film, 1953)                | ru:Завтрак у предводителя (фильм, 1953)                  | 11 décembre 1953                     | Anatoli Rybakov (réalisateur) et Boris Nikolaïevitch Lifanov                                                                            |
| Djamboul                                                  | ru:Джамбул (фильм)                                       | 25 mai 1953                          | Efim Dzigan |
| Ennemis (film, 1953)                                      | ru:Враги (фильм, 1953)                                   | 2 novembre 1953                      | Tamara Arkadievna Rodionova et Natalia Sergueïevna Rachevskaïa (ru)                                                                     |
| L'Etoile (film, 1949)                                     | ru:Звезда (фильм, 1949)                                  | 21 septembre 1953                    | Aleksandr Gavrilovitch Ivanov (ru) |
| La Fille des neiges                                       | ru:Снегурочка (мультфильм, 1952)                         | 15 juillet 1953                      | Ivan Ivanov-Vano |
| La Forêt (film, 1953)                                     | ru:Лес (фильм, 1953)                                     | 4 mai 1953                           | Semion Alekseïevitch Timochenko et Vladimir Venguerov                                                                                   |
| Les Frères Liou                                           | ru:Братья Лю                                             | 1953                                 | Dmitri Naoumovitch Babitchenko (ru) |
| Avant-poste dans la montagne                              | ru:Застава в горах                                       | 7 novembre 1953                      | Konstantin Youdine |
| Le Grand Adieu                                            | ru:Великое прощание                                      | 5 aout 1953                          | Grigori Alexandrov, Sergueï Guerassimov, Ilya Kopaline, Irina Frolovna Setkina-Nesterova (ru), Elisabeth Svilova et Mikhaïl Tchiaoureli |
| L'Honneur du camarade                                     | ru:Честь товарища                                        | 30 décembre 1953                     | Nikolaï Ivanovitch Lebedev (ru) |
| Iegor Boulytchov et les autres                            | ru:Егор Булычов и другие                                 | 1er aout 1953                        | Ioulia Solntseva et Boris Zakhava |
| Keto et Kote                                              | ru:Кето и Котэ (фильм)                                   | 8 juin 1953                          | Vakhtang Valerianovitch Tabliachvili (ru) et Chalva Mikhaïlovitch Guedevanichvili (ru)                                                  |
| Lioubov Iarovaïa (film, 1953)                             | ru:Любовь Яровая (спектакль, 1951)                       | 16 mars 1953                         | Ian Frid |
| La Lotte (film, 1953)                                     | ru:Налим (фильм, 1953)                                   | 21 décembre 1953                     | Alekseï Vladimirovitch Zolotnitski |
| Loups et moutons                                          | ru:Волки и овцы (фильм, 1952)                            | 26 janvier 1953                      | Vladimir Soukhobokov |
| Maksimka                                                  | ru:Максимка (фильм)                                      | 10 février 1953                      | Vladimir Braun |
| Mariage avec dot                                          | ru:Свадьба с приданым (фильм)                            | 3 décembre 1953                      | Tatiana Nikolaïevna Loukachevitch (ru) et Boris Ivanovitch Ravenskikh (ru)                                                              |
| Martyne Boroulia                                          | ru:Мартын Боруля (фильм-спектакль)                       | 12 juin 1953                         | Alekseï Filimonovitch Chvatchko (ru) et Gnat Petrovitch Ioura                                                                           |
| La Moisson (film, 1952) ou Le Retour de Vassili Bortnikov | ru:Возвращение Василия Бортникова                        | 23 mars 1953                         | Vsevolod Poudovkine |
| Les navires attaquent les bastions                        | ru:Корабли штурмуют бастионы                             | 5 octobre 1953                       | Mikhaïl Romm |
| L'Oiseau magique                                          | ru:Волшебная птица (мультфильм)                          | 1953                                 | Viktor Alekseïevitch Gromov (ru) |
| Le Pique-assiette (film)                                  | ru:Нахлебник (фильм)                                     | 9 avril 1953                         | Vladimir Bassov et Mstislav Vassilievitch Kortchaguine (ru)                                                                             |
| Poussière d'argent                                        | ru:Серебристая пыль                                      | 19 octobre 1953                      | Abram Room |
| Le Printemps à Moscou                                     | ru:Весна в Москве                                        | 1er avril 1953                       | Nadejda Kocheverova et Iossif Kheifitz                                                                                                  |
| Le Renard peint                                           | ru:Крашеный лис                                          | 1953                                 | Aleksandr Vassilievitch Ivanov (ru) |
| Le Rêve d'un fan de football                              | ru:Сон болельщика (короткометражный)                     | 1953                                 | Herbert Rappaport |
| Rimski-Korsakov (film)                                    | ru:Римский-Корсаков (фильм)                              | 24 aout 1953                         | Grigori Rochal et Guennadi Kazanski |
| Séance d'hypnose                                          | ru:Сеанс гипноза (фильм)                                 | 21 décembre 1953                     | Khanan Moïsseïevitch Chmaïn (ru) |
| Serviteur de deux maïtres (film, 1953)                    | ru:Слуга двух господ (фильм, 1953)                       | 14 décembre 1953                     | Adolf Solomonovitch Bergounker (ru) |
| Sœur Alionouchka et son frère Ivanouchka                  | ru:Сестрица Алёнушка и братец Иванушка (мультфильм)      | 1953                                 | Olga Khodataïeva |
| Tarapounka et Chtepsel sous les nuages                    | ru:Тарапунька и Штепсель под облаками (короткометражный) | 11 décembre 1953                     | Iouri Trofimovitch Timochenko (ru), Iefim Iossifovitch Berezine (ru) et Evgueni Vassilievitch Briountchouguine (ru)                     |
| Tchouka le castor                                         | ru:Бобрёнок Чука                                         | 30 décembre 1953                     | Arkadi Nikolaïevitch Khintibidze et Grigori Nikititch Tchmoutov                                                                         |
| Tchouk et Guek                                            | ru:Чук и Гек (фильм)                                     | 2 juin 1953                          | Ivan Vladimirovitch Loukinski (ru) |
| Le Tour du monde de Sadko                                 | ru:Садко (фильм)                                         | 5 janvier 1953                       | Alexandre Ptouchko |
| Un chaton coquin                                          | ru:Непослушный котёнок                                   | 1953                                 | Mstislav Sergueïevitch Pachtchenko (ru)                                                                                                 |
| Vassa Jeleznova (film, 1953)                              | ru:Васса Железнова (фильм, 1953)                         | 19 novembre 1953                     | Leonid Loukov et Konstantine Aleksandrovitch Zoubov (ru)                                                                                |
| Vol vers la Lune                                          | ru:Полёт на Луну (мультфильм)                            | 1953                                 | Valentina Semionovna Broumberg (ru) et Zinaïda Semionovna Broumberg (ru)                                                                |
| Zaporojets au-delà du Danube (film-opéra)                 | ru:Запорожец за Дунаем (фильм-опера)                     | 21 juillet 1953                      | Vassili Ignatievitch Lapoknych (ru) |